# Гексахлоросвинцовая кислота
Гексахлоросвинцовая кислота — неорганическое соединение, кислота с формулой H2[PbCl6], бесцветные кристаллы, неустойчива, легко разлагается.

## Получение
- Растворение хлорида свинца в холодной соляной кислоте

{\displaystyle {\mathsf {PbCl_{4}+2HCl\ {\xrightarrow {}}\ H_{2}[PbCl_{6}]}}}
- Растворение оксида свинца в концентрированной соляной кислоте:

{\displaystyle {\mathsf {PbO_{2}+6HCl\ {\xrightarrow {}}\ H_{2}[PbCl_{6}]+2H_{2}O}}}
- Окисление дихлорида свинца хлором в концентрированной соляной кислоте:

{\displaystyle {\mathsf {PbCl_{2}+Cl_{2}+2HCl\ {\xrightarrow {}}\ H_{2}[PbCl_{6}]}}}

## Физические свойства
Гексахлоросвинцовая кислота выделяется из раствора при охлаждении в виде бесцветных кристаллов.

## Химические свойства
- При нагревании разлагается:

{\displaystyle {\mathsf {H_{2}[PbCl_{6}]\ {\xrightarrow {T}}\ PbCl_{4}+2HCl}}}
- В разбавленных водных растворах гидролизуется:

{\displaystyle {\mathsf {H_{2}[PbCl_{6}]+2H_{2}O\ {\xrightarrow {}}\ PbO_{2}\downarrow +6HCl}}}